# الاتحاد الفلسطيني للكرة الطائرة
الاتحاد الفلسطيني للكرة الطائرة هو اتحاد رياضي تأسس في فلسطين عام 1962، وانضم للاتحاد الدولي لكرة الطائرة في عام 1965، ثم حصل على عضوية الاتحاد العربي لكرة الطائرة عام 1980. يقع المقر الرئيسي لاتحاد كرة الطائرة الفلسطيني في المركز الأوليمبي في مدينة غزة، ويشغل حمزة راضي في الوقت الحالي منصب رئيس الاتحاد.

## لمحة تاريخية
تعود بدايات ظهور رياضة الكرة الطائرة في فلسطين إلى حقبة الأربعينيات من القرن العشرين. وفي أعقاب تأسيس الاتحاد الرياضي الفلسطيني أصبحت رياضة الكرة الطائرة تتبع لجنة فرعية واحدة مع رياضة كرة السلة. لم يتأسس الاتحاد الفلسطيني للكرة الطائرة سوى في عام 1962، وفي عام 1965 تقدم الاتحاد بطلب لعضوية الاتحاد الدولي للكرة الطائرة، ورُفض طلب الانضمام للاتحاد الدولي بدعوى أن قطاع غزة لا يُمكن تمثيله رياضيًّا كدولة. أعيد تأسيس الاتحاد الفلسطيني للكرة الطائرة في سبعينيات القرن العشرين برئاسة محمود أبو خريبة، ثُم تشكّل المنتخب الفلسطيني للكرة الطائرة في عام 1973، وشارك في الدورة العربية المدرسية في لبنان عام 1973. وفي عام 1980 حصل اتحاد الكرة الطائرة الفلسطيني على عضوية الاتحاد العربي للكرة الطائرة.

## الأنشطة
يتولى الاتحاد الفلسطيني للكرة الطائرة نشر رياضة الكرة الطائرة في مختلف أنحاء فلسطين، واستقطاب اللاعبين من مدن وبلدات الضفة الغربية وقطاع غزة، والإشراف على المنتخب الفلسطيني للكرة الطائرة وتجهيزه وإعداد البرامج التدريبية وتأهيل المدربين، وتلقي الدعوات للمشاركة في البطولات الخارجية في اللعبة، وتنظيم الفعاليات والبطولات والمنافسات المحلية في رياضة الكرة الطائرة، وتوفير الدعم اللازم للأندية والفرق والمراكز المنتسبة للاتحاد في مناطق الضفة الغربية وقطاع غزة.

## البطولات
نجح الاتحاد الفلسطيني للكرة الطائرة منذ تأسيسه في تنظيم العديد من الفعاليات والبطولات في اللعبة، أهمها دوري جوال الممتاز للكرة الطائرة.

## الأندية المنتسبة للاتحاد
ينتسب الاتحاد الفلسطيني للكرة الطائرة الأندية التالية:
| اسم النادي             | المدينة  |
| ---------------------- | -------- |
| نادي الشافعي الرياضي   |          |
| نادي الجمعية الإسلامية | خان يونس |
| نادي الكرامة الرياضي   |          |
| نادي غزة الرياضي       | غزة      |

## الرؤساء
يوضح الجدول التالي قائمة رؤساء الاتحاد الفلسطيني للكرة الطائرة منذ تأسيسه وحتى الآن:
| الرئيس          | تاريخ تولي المنصب | تاريخ ترك المنصب |
| --------------- | ----------------- | ---------------- |
| محمود أبو خريبة |                   |                  |
| جبر عصفور       | 2010              | 2014             |
| عبد السلام هنية | 2014              | 2018             |
| حمزة راضي       | 2018              | حتى الآن         |